# Naro-Kloster
| Tibetische Bezeichnung  |
| Chinesische Bezeichnung |
| ----------------------- |
| Vereinfacht: 那若寺     |
| Pinyin:Naruo si         |

Das Naro-Kloster ist ein kleineres Kloster der Shalu-Tradition (zha lu pa) bzw. Bulug-Schule (bu lugs pa) des tibetischen Buddhismus. Es befindet sich im Kreis Nyêmo, Tibet.